# Economia da União Soviética

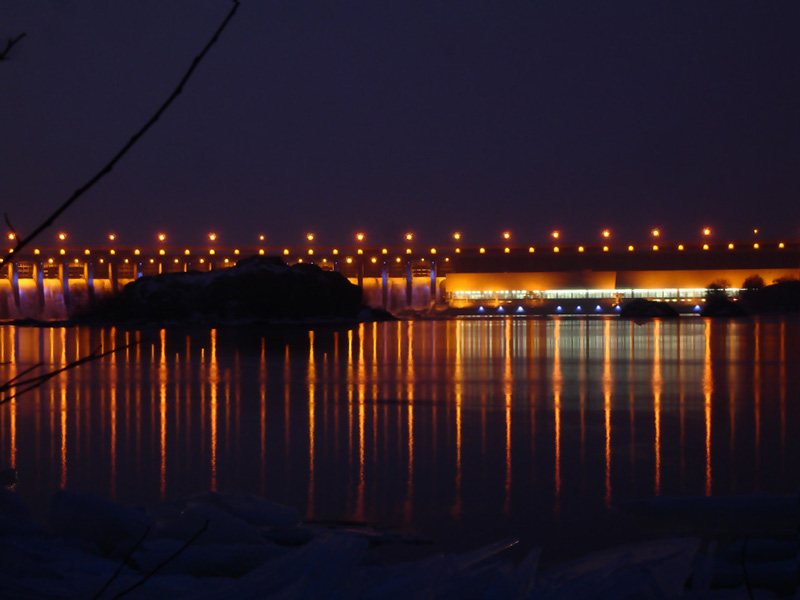
Usina Hidrelétrica de DneproHES em Zaporíjia na ex-república soviética da Ucrânia, um dos símbolos do poder econômico soviético, foi concluída em 1932 e continua ativa até os dias de hoje.

A economia da União das Repúblicas Socialistas Soviéticas (em russo: экономика Советского Союза ) foi baseada em um sistema de propriedade estatal dos meios de produção , agricultura coletiva, manufatura industrial e planejamento administrativo centralizado e uma economia planificada. A economia foi caracterizada pelo controle estatal do investimento, propriedade pública de ativos industriais, estabilidade macroeconômica, desemprego insignificante e alta segurança no emprego.
A partir de 1928, o curso da economia da União Soviética foi guiado por uma série de planos quinquenais. Na década de 1950, e durante as décadas precedentes, a União Soviética havia evoluído rapidamente de uma sociedade essencialmente agrária para uma grande potência industrial. Sua capacidade de transformação - o que o Conselho de Segurança Nacional da Casa Branca dos Estados Unidos descreveu como uma "capacidade comprovada de levar rapidamente países atrasados pela crise de modernização e industrialização" - o comunismo moderado apelou consistentemente aos intelectuais dos países em desenvolvimento da Ásia. Durante este período, a União Soviética encontrou um rápido crescimento industrial, enquanto outras regiões estavam sofrendo pela Grande Depressão. No entanto, a base empobrecida sobre a qual os planos de cinco anos procuravam construir significava que, no início da Operação Barbarossa, o país ainda era pobre. Ademais, a ideia de que tal crescimento tenha sido oriundo das políticas do Período stalinista vem sendo questionada, e um estudo argumentou que a Rússia chegaria a 1940 com os mesmos níveis de desenvolvimento caso o Czarismo tivesse sido mantido.
Uma das principais forças da economia soviética era sua enorme oferta de petróleo e gás, que se tornou muito mais valiosa que as exportações depois que o preço mundial do petróleo disparou nos anos 70. Como observa Daniel Yergin , a economia soviética em suas últimas décadas era "fortemente dependente de vastos recursos naturais - particularmente petróleo e gás". No entanto, Yergin continua dizendo que os preços mundiais do petróleo entraram em colapso em 1986, pressionando fortemente a economia. Depois que Mikhail Gorbachev chegou ao poder em 1985, ele iniciou um processo de liberalização econômica com o desmantelamento da economia de comando, e se movendo em direção a uma economia mista. Na sua dissolução no final de 1991, a União Soviética gerou uma Federação Russa com uma pilha crescente de US $ 66 bilhões em dívida externa e com apenas alguns bilhões de dólares em reservas líquidas de ouro e moeda estrangeira.
As demandas complexas da economia moderna restringiram um pouco os planejadores centrais. Corrupção e manipulação de dados tornaram-se prática comum entre a burocracia ao reportar metas e quotas cumpridas, fortalecendo assim a crise. Da era de Stalin ao início da era Brezhnev, a economia soviética cresceu muito mais lentamente que o Japão e ligeiramente mais rápida do que os Estados Unidos. Os níveis do PIB em 1950 (em bilhões de dólares em 1990) foram de 510 (100%) na União Soviética, 161 (100%) no Japão e 1.456 (100%) nos Estados Unidos. Em 1965, os valores correspondentes eram 1.011 (198%), 587 (365%) e 2.607 (179%). A União Soviética manteve-se como a segunda maior economia do mundo em valores de paridade do poder nominal e de compra durante grande parte da Guerra Fria até 1988, quando a economia do Japão ultrapassou US $ 3 trilhões em valor nominal.
O setor de consumo relativamente pequeno da União Soviética (URSS) representava pouco menos de 60% do PIB do país em 1990, enquanto os setores industrial e agrícola contribuíram com 22% e 20% respectivamente em 1991. A agricultura era a ocupação predominante na União Soviética antes da industrialização maciça sob Josef Stalin. O setor de serviços era de baixa importância na União Soviética, com a maioria da força de trabalho empregada no setor industrial . A força de trabalho totalizou 152,3 milhões de pessoas. Os principais produtos industriais eram petróleo, aço, veículos automotores, aeroespacial, telecomunicações, produtos químicos, eletrônicos, processamento de alimentos, madeira, mineração e indústria de defesa. Embora seu PIB tenha ultrapassado US $ 1 trilhão nos anos 1970 e US $ 2 trilhões nos anos 80, os efeitos do planejamento central foram progressivamente distorcidos devido ao rápido crescimento da economia na União Soviética.

## Planejamento
Com base em um sistema de propriedade estatal, a economia soviética era administrada pela Gosplan (a Comissão de Planejamento do Estado), o Gosbank (Banco do Estado) e a Gossnab (Comissão Estadual de Suprimentos de Materiais e Equipamentos). A partir de 1928, a economia foi dirigida por uma série de planos quinquenais, com uma breve tentativa de planejamento de sete anos. Para cada empresa, os ministérios de planejamento (também conhecidos como os "detentores dos fundos" ou fondoderzhateli ) definiam o tipo de insumos econômicos (por exemplo, mão de obra e matérias-primas), um cronograma de conclusão, todos os preços no atacado e quase todos os preços de varejo. O processo de planejamento foi baseado em saldos de materiais - balanceamento de insumos econômicos com metas de produção planejadas para o período de planejamento. De 1930 até o final da década de 1950, a gama de matemática usada para auxiliar a tomada de decisões econômicas foi, por razões ideológicas, extremamente restrita.
A indústria concentrou-se por muito tempo após 1928 na produção de bens de capital através da metalurgia, fabricação de máquinas e indústria química. Na terminologia soviética, os bens eram conhecidos como capital. Essa ênfase foi baseada na necessidade percebida de uma industrialização e modernização muito rápidas da União Soviética. Após a morte de Josef Stalin em 1953, bens de consumo ( bens do grupo B ) receberam um pouco mais de ênfase devido aos esforços de Malenkov. No entanto, quando Nikita Kruchev consolidou seu poder ao demitir Georgy Malenkov, uma das acusações contra Malenkov era que ele permitia "oposição teoricamente incorreta e politicamente prejudicial à taxa de desenvolvimento da indústria pesada em favor da taxa de desenvolvimento da indústria leve e alimentícia". Desde 1955, as prioridades foram novamente dadas aos bens de capital, o que foi expresso nas decisões do 20º Congresso do Partido Comunista da União Soviética (PCUS) em 1956.
A maioria das informações na economia soviética fluía de cima para baixo. Havia vários mecanismos em vigor para produtores e consumidores fornecerem insumos e informações que ajudariam na elaboração de planos econômicos (como detalhado abaixo), mas o clima político era de tal forma que poucas pessoas jamais forneceram opiniões ou críticas negativas ao plano e, portanto, os planejadores soviéticos tinham muito pouca confiabilidade que poderiam usar para determinar o sucesso de seus planos. Isso significava que o planejamento econômico geralmente era feito com base em informações defeituosas ou desatualizadas, particularmente em setores com grande número de consumidores. Como resultado, alguns bens tendiam a ser subproduzidos e levavam à escassez, enquanto outros bens eram superproduzidos e acumulados no armazenamento. Gerentes de baixo escalão muitas vezes não relataram tais problemas a seus superiores, confiando um no outro para obter apoio, trocar ou compartilhar matérias-primas e peças sem o conhecimento das autoridades e fora dos parâmetros do plano econômico.
A indústria pesada sempre foi o foco da economia soviética, mesmo em seus últimos anos. O fato de ter recebido atenção especial dos planejadores, combinado com o fato de que a produção industrial era relativamente fácil de planejar, mesmo sem um feedback minucioso, levou a um crescimento significativo nesse setor. A União Soviética tornou-se uma das principais nações industriais do mundo. A produção industrial era desproporcionalmente alta na União Soviética, em comparação com as economias ocidentais. No entanto, a produção de bens de consumo foi desproporcionalmente baixa. Os planejadores econômicos fizeram pouco esforço para determinar os desejos dos consumidores domésticos, resultando em grave escassez de muitos bens de consumo. Sempre que esses bens de consumo se tornassem disponíveis no mercado, os consumidores rotineiramente precisavam ficar em longas filas para comprá-los. Um mercado que continha produtos como cigarros que eram particularmente procurados, mas constantemente subproduzidos.
Na década de 60, a União Soviética estava funcionando em níveis semelhantes aos dos Estados Unidos em termos de bens de consumo, de acordo com relatórios da CIA, alegando que o consumo de calorias na URSS era maior e que eles tinham níveis similares de nutrição. No entanto, os críticos da União Soviética apontam que havia variedade limitada, e muitas pessoas esperavam em longas filas por comida.

## Reformas econômicas

### Reforma de Kossygin (1965)
Em 1965 veio a "Reforma de Kosygin" introduzida por Alexei Kossygin, que havia se tornado primeiro-ministro da União Soviética após a demissão de Nikita Khrushchov. A justificativa para a reforma foi a crescente complexidade das relações econômicas que reduziu a eficácia do planejamento econômico e, portanto, o crescimento econômico. Foi reconhecido que o sistema de planejamento da época não motivava as empresas a atingir taxas de produção ou a introduzir inovações organizacionais ou técnicas.
As reformas reduziram parcialmente o papel do Partido na microgestão das operações econômicas. Os planejadores centrais estavam insatisfeitos com o impacto da reforma e observaram que os salários haviam subido sem um aumento proporcional na produtividade.  

### Reforma de 1973
Em 1973, uma série de reformas foi introduzida por Alexei Kossygin. A intenção era enfraquecer indiretamente os poderes e funções dos ministérios centrais, estabelecendo associações a nível local. As associações deveriam aumentar a cooperação empresarial em tecnologia, inovação e educação.
A reforma teve o efeito colateral de enfraquecer os poderes dos planejadores regionais sobre a política industrial. As associações estabelecidas tornaram o sistema econômico soviético mais complexo.

### Reforma de 1979
Foi uma reforma pré-perestroika. Foi iniciado por Alexei Kossygin numa tentativa de reafirmar e separar as funções econômicas do Estado e dos ministérios. Foram assegurados procedimentos para garantir que cada ministério contribuísse para o orçamento do estado recebendo um orçamento fixo mesmo que não cumprisse o plano quinquenal. A reforma apoiou a concessão de maior autonomia às empresas em relação ao governo central.
Entretanto, após a morte de Kossygin em 1980, as reformas foram abandonadas por seu sucessor Nikolai Tikhonov. Brejnev, no 26º Congresso do Partido Comunista da União Soviética, disse que a implementação da reforma havia sido muito lenta.

### Perestroika
Em maio de 1985, Gorbatchov fez um discurso no qual admitiu o abrandamento do desenvolvimento econômico e do padrão de vida. A "Perestroika" foi implementada, o que permitiu a liberalização do comércio exterior, dos preços, da moeda, a eliminação dos limites à fabricação de produtos, a redução dos subsídios à economia e a autorização de importação de produtos estrangeiros. 